# 比爾·弗利
威廉·“比爾”·弗利是美國一位獲得數項國際獎項的攝影記者。他獲得的獎項包括普利策奖 和国际新闻自由奖。他曾在47個國家和地區工作，特別側重於中東一帶。

## 攝影記者職業生涯
於1978年，弗利於印第安納大學畢業。畢業後旋即用$99美金乘飛機離開印第安納州，並到達阿姆斯特丹。自此，他便開始遊歷歐洲。
在倫敦，他遇見了照片編修者霍斯特·法斯。霍斯特·法斯後來成為了美联社中東和歐洲分區的照片編修首席。法斯後來派遺了弗利到埃及工作。他在埃及工作了好幾年，並主要覆蓋了總統穆罕默德·安瓦爾·薩達特的任期。弗利見證了1981年10月6日的穆罕默德·沙達遇刺案，並拍下了沙達遇刺前的一刻。後來，弗利將此照片命名為《最後的微笑》（The Last Smile）。
於1983年，弗利拍攝了貝魯特夏蒂拉難民營中的貝魯特難民營大屠殺，因而獲頒普利策現場新聞攝影獎。後來，弗利描述了他拍攝這幅照片的情況：
一切都沉寂了。我在這裡交了很多朋友，並拍下數百幅照片，這裡原本有很多事物體，從來不會沉寂。通常，這裡的孩子們都在叫喊和玩耍，婦女們都在談論，狗隻都在吠叫，汽車喇叭都在鳴響……但是，在這個清晨，一切歸於平靜。我被一堆堆的東西包圍，乍看之下像垃圾，但當我的大腦開始清醒時，我才意識到它們是成堆的屍體。腐屍的臭味無處不在，因為多數被殺的人已經死了超過24小時，並且被九月的高溫焗著。
從1984年到1990年期間，他成為了《時代》的簽約攝影師，並拍攝了巴勒斯坦大起义、海湾战争、两伊战争和納爾遜·曼德拉首次到訪紐約市的照片。他亦為紐約市的救助兒童會和英國的兒童援助協會拍攝特輯。
因為弗利協助釋放真主党人質的功勞，保護記者委員會決定把国际新闻自由奖頒予弗利和妻子卡里·沃恩。

## 學術生涯
弗利目前在印第安納波利斯的瑪麗安大學中擔任攝影助理教授一職。他亦在纽约大学蒂施藝術學院中擔任兼職教授，並任教了五年。

## 外部連結
- 官方網站 （页面存档备份，存于）